# Prałatura terytorialna Alto Xingu-Tucumã
Prałatura terytorialna Alto Xingu-Tucumã (łac. Prælatura Territorialis Xinguensis Superioris-Tucumanensis in Brasilia) – prałatura terytorialna Kościoła rzymskokatolickiego w Brazylii. Należy do metropolii Santarém i wchodzi w skład regionu kościelnego Norte 2. Została erygowana przez papieża Franciszka w dniu 6 listopada 2019.

## Główne świątynie
- Katedra: Katedra Matki Bożej z Aparecidy w Tucumā

## Prałaci terytorialni
- Jesús María López Mauléon OAR (od 2019)